# Аарон Мотен
Аарон Кліфтон Мотен (нар. 28 лютого 1989) — американський актор. Він почав зніматися в юності, граючи в шкільній театральній програмі. Після закінчення Джульярдської школи він почав професійно зніматися в Нью-Йорку, зігравши в основному акторському складі телесеріалу Netflix «Розрізнений» (2017–2018). У 2020-х Мотен продовжував грати в серіалах NEXT (2020), Стю (2022), Звільнення (2022) і Фолаут (2024).

## Раннє життя та кар'єра
Аарон Мотен народився 28 лютого 1989 року в Остін (Техас). Він отримав освіту в Св. Єпископальна школа Святого Стефана, де він почав зніматися у віці 12 років після того, як зіграв головну роль у постановці п’єси Джима Леонарда The Diviners, після чого він почав брати участь у своїй шкільній театральній програмі. Мотен розпочав професійну акторську кар’єру в Нью-Йорку, де закінчив Джульярдську школу у 2011 році. Того року він зіграв Клаудіо в постановці Two River Theatre «Багато галасу з нічого» Шекспіра. У 2012 році він з’явився в Бродвейському театрі відновленій виставі «Трамвай на ім’я Бажання» та знявся в пілотному фільмі для міні-серіалу HBO Criminal Justice.

## Кар'єра
Далі Мотен з’явився в ролі Ейвері в п’єсі Енні Бейкер «The Flick» (2013), за яку він був номінований на премію Drama Desk Award як найкращий актор у виставі. На телебаченні знявся в ситкомі Netflix Незв'язна у 2017-2018 роках як Тревіс Фелдман, випускник бізнес-школи та син Рут Вайтфезер Фелдман. У 2020 році він зіграв співробітника ФБР Бена в драматичному серіалі Fox «Далі». У 2022 році Мотен зіграв роль Хема у фільмі Марка Уолберга «Батько Стю», а також Ноулза в історичному бойовику «Емансипація». У 2024 році Мотен знявся в постапокаліптичному телесеріалі Prime Video Фолаут у ролі Максимуса, зброєносця Братства Сталі.

## Фільмографія
| Рік       |   | Українська назва          | Оригінальна назва    | Роль                                              |
| --------- | - | ------------------------- | -------------------- | ------------------------------------------------- |
| 2014      | с | NCIS: Полювання на вбивць | NCIS                 | Венделл Гоббс (Епізод: "Crescent City (Part II)") |
| 2015      | ф | Рікі та Флеш              | Ricki and the Flash  | Трой                                              |
| 2015—2016 | с | Моцарт у джунглях         | Mozart in the Jungle | Ерік (6 епізодів)                                 |
| 2016      | ф | Трансфігурація            | The Transfiguration  | Льюїс                                             |
| 2016      | с | Ніч                       | The Night Of         | Петі (4 епізоди)                                  |
| 2017—2018 | с | Незв'язна                 | Disjointed           | Тревіс Фелдман (20 епізодів)                      |
| 2019      | ф | Син Америки               | Native Son           | Тоні                                              |
| 2020      | с | NEXT                      | Next                 | Бен (10 епізодів)                                 |
| 2022      | ф | Стю                       | Father Stu           | Хем                                               |
| 2022      | ф | Звільнення                | Emancipation         | Кновлс                                            |
| 2024—...  | с | Фолаут                    | Fallout              | Максимус                                          |